# Pierre Beuffeuil
Pierre Beuffeuil (L'Éguille, 30 de octubre de 1934) fue un ciclista francés que fue profesional entre 1956 y 1967. A lo largo de su carrera consiguió 16 victorias.

## Palmarés
1955
- 1º en el Gran Premio de Montamisé

1956
- 1º en el Premio de Vergt
- 1º en el Premio de Pompadour
- 1º en el Premio de Ontron

1958
- 1º en el Gran Premio del Astarac a Mirande

1959
- 1º en el Premio de Auzances
- 1º en el Premio de Plougonver
- 1º en el Premio de Querrien

1960
- 1º en el Premio de Bourcefranc
- Vencedor de una etapa al Tour de Francia

1961
- - 1r del Premio de Quillan

1962
- 1º en el Premio de Guéret
- 1º en el Premio de Maël-Pestivien

1965
- 1º en el Premio de Chaniers

1966
- Vencedor de una etapa al Tour de Francia

1967
- 1º en el Premio de Querrien

1968
- 1º en el Premio de Saint-Thomas de Harcouët

## Resultados en el Tour de Francia
- 1956. 31.º de la clasificación general
- 1960. 31.º de la clasificación general y vencedor de una etapa
- 1961. 28.º de la clasificación general
- 1962. 50.º de la clasificación general
- 1963. 47.º de la clasificación general
- 1966. 71.º de la clasificación general y vencedor de una etapa